# Chieko Higashiyama
Kōno Sen (河野 せん, Sen Kōno), née Kōno Watanabe (河野 渡辺, Watanabe Kōno) (née le 30 septembre 1890 à Chiba et morte le 8 mai 1980  à Yokohama), dite Chieko Higashiyama (東山 千栄子, Higashiyama Chieko), est une actrice japonaise.

## Biographie
Chieko Higashiyama est principalement reconnue pour son rôle dans Voyage à Tokyo, considéré comme le chef-d’œuvre de Yasujirō Ozu.
Elle est apparue dans plus de 80 films entre 1927 et 1971.

## Filmographie partielle
- 1927 : Reimei (黎明?) de Kaoru Osanai

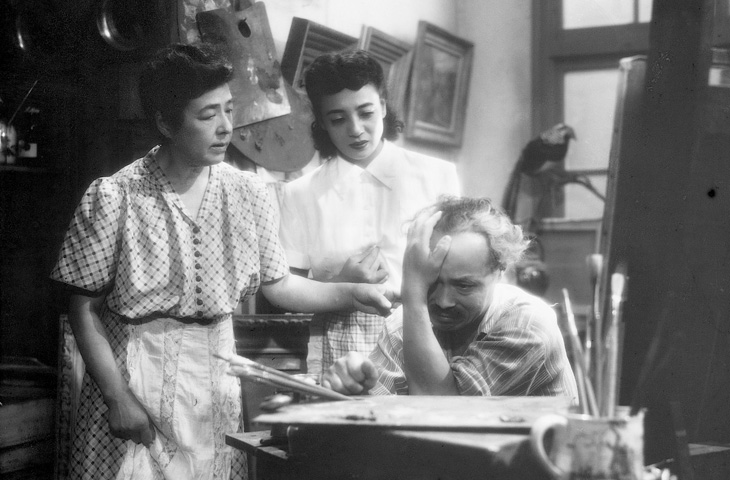
De gauche à droite : Chieko Higashiyama, Kuniko Miyake et Ichirō Sugai dans Le Portrait (1948).

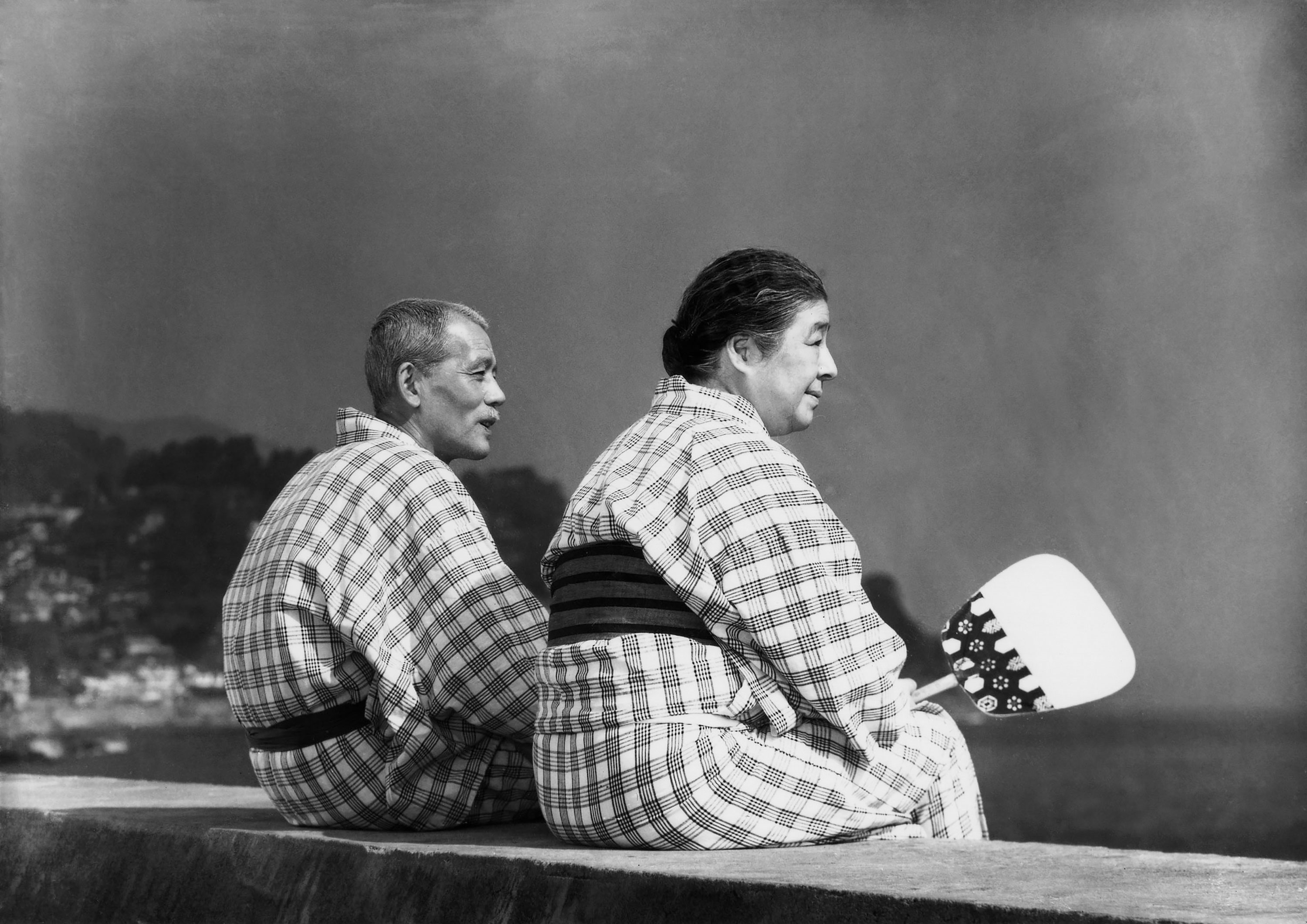
Chishū Ryū et Chieko Higashiyama dans Voyage à Tokyo (1953).

- 1936 : Le Jardin des cerisiers (桜の園, Sakura no sono?) de Minoru Murata : Kaneko
- 1942 : La Carte d’une mère (母の地図, Haha no chizu?) de Yasujirō Shimazu : la femme de Moroka
- 1943 : Le Port fleuri (花咲く港, Hana saku minato?) de Keisuke Kinoshita : Okano
- 1943 : La Jeunesse (若き姿, Wakaki sugata?) de Shirō Toyoda : la femme de Kitamura
- 1946 : La Fille que j'aimais (わが恋せし乙女, Waga koi seshi otome?) de Keisuke Kinoshita : Okin
- 1947 : Le Mariage (結婚, Kekkon?) de Keisuke Kinoshita : Fukiko
- 1947 : Vingt-quatre heures sous terre (地下街二十四時間, Chikagai nijuyojikan?) coréalisé par Tadashi Imai, Kiyoshi Kusuda et Hideo Sekigawa
- 1947 : L'Amour de l'actrice Sumako (女優須磨子の恋, Joyū Sumako no koi?) de Kenji Mizoguchi
- 1948 : Le Portrait (肖像, Shōzō?) de Keisuke Kinoshita : la femme de Nomura
- 1948 : Serment rompu (破戒, Hakai?) de Keisuke Kinoshita
- 1949 : Santé, Mademoiselle ! (お嬢さん乾杯, Ojōsan kanpai?) de Keisuke Kinoshita : la mère
- 1949 : Danse dans l'après-midi (真昼の円舞曲, Mahiru no embukyoku?) de Kōzaburō Yoshimura : Yuki
- 1949 : Le Tambour brisé (破れ太鼓, Yabure-daiko?) de Keisuke Kinoshita : Nobuko
- 1950 : Les Quatre saisons de la femme (女の四季, Onna no shiki?) de Shirō Toyoda
- 1950 : J'ai vu des poissons fantômes (われ幻の魚見たり, Ware maboroshi no sakana o mitari?) de Daisuke Itō : Etsu
- 1950 : La Rue en colère (怒りの街, Ikari no machi?) de Mikio Naruse : la grand-mère Sudo
- 1950 : Les Misérables (レ・ミゼラブル あゝ無情 第一部 神と悪魔, Re mizeraburu: kami to akuma?) de Daisuke Itō
- 1950 : Les Misérables II (レ・ミゼラブル あゝ無情 第二部 愛と自由の旗, Re mizeraburu: kami to jiyu no hata?) de Masahiro Makino
- 1951 : L'Idiot (白痴, Hakuchi?) d'Akira Kurosawa : Satoko
- 1951 : Été précoce (麦秋, Bakushu?) de Yasujirō Ozu : Shige Mamiya
- 1951 : Feux d'artifice sur la mer (海の花火, Umi no hanabi?) de Keisuke Kinoshita : Mitsu
- 1951 : Le Roman de Genji (源氏物語, Genji monogatari?) de Kōzaburō Yoshimura : Kobiden
- 1952 : Nagasaki no uta wa wasureji (長崎の歌は忘れじ?) de Tomotaka Tasaka : la mère qui a perdu son fils
- 1952 : Les Sœurs de Nishijin (西陣の姉妹, Nishijin no shimai?) de Kōzaburō Yoshimura : Otoyo
- 1952 : La Vie d'O'Haru femme galante (西鶴一代女, Saikaku ichidai onna?) de Kenji Mizoguchi : Myokai
- 1952 : Un amour pur de Carmen (カルメン純情す, Karumen junjō su?) de Keisuke Kinoshita : servante
- 1953 : Natsuko no boken (夏子の冒険?) de Noboru Nakamura : Kayo
- 1953 : Le Cœur sincère (まごころ, Magokoro?) de Masaki Kobayashi : la grand-mère de Hiroshi
- 1953 : Le Trône du maître de nô (獅子の座, Shishi no za?) de Daisuke Itō : Kino
- 1953 : Voyage à Tokyo (東京物語, Tokyo monogatari?) de Yasujirō Ozu : Tomi Hirayama
- 1953 : Shishun no izumi (思春の泉?) de Nobuo Nakagawa : retraitée
- 1954 : Le Jardin des femmes (女の園, Onna no sono?) de Keisuke Kinoshita : maîtresse d'école
- 1954 : La Princesse Sen (千姫, Sen-hime?) de Keigo Kimura
- 1955 : Jochukko (女中ッ子?) de Tomotaka Tasaka
- 1955 : Tsukiyo no kasa (月夜の傘?) de Seiji Hisamatsu : Tomi Etō
- 1955 : Sara no hana no toge (沙羅の花の峠?) de Sō Yamamura : Oroku
- 1957 : Histoire d'une jeune femme (いとはん物語, Itohan monogatari?) de Daisuke Itō : Owasa
- 1957 : Jeune fille sous le ciel bleu (青空娘, Aozora Musume?) de Yasuzō Masumura : Shizue Hirōka
- 1958 : La Vengeance des loyaux serviteurs (忠臣蔵, Chūshingura?) de Kunio Watanabe : Otaka
- 1958 : Utsukushii anju-san (美しい庵主さん?) de Katsumi Nishikawa : Shōkō
- 1959 : Femme de champion (最高殊勲夫人, Saikō Shukun Fujin?) de Yasuzō Masumura : Chiyoko Oshima
- 1959 : Rafale de neige (風花, Kazabana?) de Keisuke Kinoshita : Tomi
- 1960 : Rêves de printemps (春の夢, Haru no yume?) de Keisuke Kinoshita : la grand-mère
- 1960 : La Princesse errante (流転の王妃, Ruten no ōhi?) de Kinuyo Tanaka : Nao Sugawara
- 1962 : Les Vieilles Dames du Japon (喜劇 にっぽんのお婆あちゃん, Nippon no obaachan?) de Tadashi Imai : Sueno
- 1962 : L'Amour de l'année (今年の恋, Kotoshi no koi?) de Keisuke Kinoshita : Motoko
- 1962 : Le Journal d'un vieux fou (瘋癲老人日記, Fūten rōjin nikki?) de Keigo Kimura : Hama
- 1962 : La Vie d'une femme (女の一生, Onna no issho?) de Yasuzō Masumura : Shizu
- 1963 : Chante jeunesse ! (歌え若人達, Utae wakōdotachi?) de Keisuke Kinoshita : la grand-mère d'Okada
- 1964 : Seul contre tous à Ichijoji (宮本武蔵 一乗寺の決斗, Miyamoto Musashi: Ichijōji no kettō?) de Tomu Uchida
- 1966 : La Rivière Kii (紀ノ川 花の巻 文緒の巻, Kinokawa?) de Noboru Nakamura : Toyono
- 1971 : Maboroshi no satsui (幻の殺意?) de Tadashi Sawashima
- 1971 : Ai to shi (愛と死?) de Noboru Nakamura

## Distinctions
- 1956 : récipiendaire de la médaille au ruban pourpre
- 1965 : Ordre de la Couronne précieuse de 4e classe
- 1966 : Personne de mérite culturel
- 1974 : Ordre de la Couronne précieuse de 3e classe